# Jamides kankena
Jamides kankena is een vlinder uit de familie van de Lycaenidae. De wetenschappelijke naam van de soort is voor het eerst gepubliceerd in 1862 door Felder.